# Línea de la Avenida Lexington
La línea de la Avenida Lexington es una de las líneas de la división IRT del metro de la ciudad de Nueva York, que se extiende desde el centro de Brooklyn o el Bajo Manhattan al norte de la Calle 125 en East Harlem. La parte en el Bajo y Midtown Manhattan fue parte de la primera línea del metro de Nueva York. La línea opera con el servicio de los trenes 4, 5, y 6.
La línea también es conocida como la IRT East Side Line, ya que es la única línea en Manhattan que opera directamente en Upper East Side y el este de Midtown; esta línea de cuatro vías es la línea más usada en los Estados Unidos. El promedio de pasajeros al día es de 1,3 millones "más que todos los pasajeros combinados del BART y el metro de Boston" (línea de la Segunda Avenida FEIS, p. 1–6). El número de pasajeros también excede al número del metro de Washington de 702 121 pasajeros al día. La construcción de la línea de la Segunda Avenida empezó para aliviar el la atestada línea de la Avenida Lexington debido al alto uso.
El extremo sur de la línea de la Avenida Lexington está cerca de East River, pero su ubicación exacta no está muy clara. Al 2007, los letreros de salida de emergencia describen a las dos partes de la estación Borough Hall a lo largo de la línea de la Séptima Avenida y Broadway y la línea de la Avenida Lexington. La cadena de designaciones "K" (túnel de la calle Clark) y "M" (túnel de la Calle Joralemon) se juntan para convertirse en la "E" (línea Eastern Parkway) en Borough Hall.
Varias estaciones a lo largo de esta línea han sido abandonadas, cuando los andenes fueron alargados para alojar los tres vagones, se consideró más beneficioso cerrar estas estaciones y abrir nuevas entradas para estaciones adyacentes. Por ejemplo, la Calle 14–Union Square tiene una entrada en la Calle 16ª, y la calle 23ª tiene una entrada en la Calle 20.ª, para que la estación de la Calle 18 fuese abandonada.

## Extensión y servicio
Los servicios que usan la línea de la Avenida Lexington están de color verde. Los siguientes servicios usan parte o toda la línea de la Avenida Lexington:
|   | servicio actual                    | sección de la línea                                   |
| - | ---------------------------------- | ----------------------------------------------------- |
| 4 | expresa (local en las noches)      | línea completa                                        |
| 5 | expresa (sin servicio en la noche) | norte de Bowling Green (línea completa en horas pico) |
| 6 | local                              | norte de Brooklyn Bridge–City Hall                    |

Al norte de la estación esta una convergencia con las vías del túnel de la Calle Joralemon desde Brooklyn, en la cual se convierte en una vía expresa. Esta línea opera al norte de Broadway y el Parque Row hacia la Calle Center. En el extremo sur de la calle Center, directamente bajo el ayuntamiento de la ciudad de Nueva York, se encuentra la estación abandonada del ayuntamiento, en la cual fue la terminal del extremo sur de la alinea IRT. La "curva" es aún usada para girar en la línea del servicio 6; las vías locales de la Avenida Lexington, que pasan por la "curva", se fusionan con las vías expresas justo al sur del Puente de Brooklyn-Hall Station.
Desde el puente de Brooklyn, la línea continua al norte en un cruce de cuatro vías bajo la calle Centre, calle Lafayette, Cuarta Avenida, y la Avenida Park Sur hasta la 42ª Calle. En este punto, el comienzo del túnel de la Avenida Park del Metro-North Railroad en Grand Central Terminal obliga a la línea de la Avenida Lexington a desplazarse un poco hacia la Avenida Lexington; su terminal central está localizada en la diagonal de las avenidas Park y Lexington. Justo al sur de la Grand Central, se encuentra una vía en desuso que conecta a la línea 42nd Street Shuttle a las vías locales con sentido sur; esta fue parte de la alineación original de la línea IRT.
Bajo la Avenida Lexington, la línea asume una configuración de una vía de dos niveles, con las vías locales operando en los niveles superiores y las líneas expresas en los niveles inferiores, aunque después se convierte en un cruce de cuatro vías entre las estaciones de las calles 96 y 116. La estación de la calle 125 mantiene estas vías de dos niveles, aunque aquí los niveles superiores son usados por los trenes con sentido norte (ambas locales y expresas) y el nivel inferior por los trenes con sentido sur (ambas expresas y locales). Al norte de la calle 125, un empalme aéreo marca el final de la línea, donde se divide entre la línea de la Avenida Jerome (4 y 5) y la línea de la Avenida Pelham (6 y <6>).

## Historia
La parte de la línea desde el ayuntamiento al sur de la calle 42, se encontraba parte de la línea original de la IRT, que abrió el 27 de octubre de 1904. Una extensión hacia la calle Fulton abrió a las 12:01 a. m. el 16 de enero de 1905. La siguiente estación, es Wall Street, que abrió el 12 de junio de 1905.
El primer tren de ingresos en la extensión del Ferry dejó de funcionar a las 11:59 p. m. el 9 de julio de 1905; la extensión de la línea White Plains Road hacia West Farms abrió justo después. El primer tren empezó a operar sobre el túnel de la calle Joralemon hacia Brooklyn alrededor de las 12:45 a. m. el 9 de junio de 1908.
El plan original para lo que se convirtió en la extensión norte de la calle 42 fue continuar hacia el sur sobre Irving Place y en lo que es ahora la línea de la Avenida Broadway en la Novena Calle y Broadway. Los contratos adjudicados el 21 de julio de 1911 incluyó la sección 6 entre la calle 26 y la calle 40; cuando la IRT abandonó las conversaciones, el Brooklyn Rapid Transit Company (BRT) planeaba operar sobre la Avenida Lexington. La IRT presentó una oferta en lo que se convirtió en el contrato Dual el 27 de febrero de 1912, and construction was soon halted on Section 6.
El 17 de julio de 1918 el resto de la línea abrió al norte de la calle 125. Sin embargo, no fue hasta la tarde del 1 de agosto de 1918, cuando empezó a operar como un shuttle o servicio expreso en las vías locales, terminando en la calle 42 y la calle 167 de la línea de la Avenida Jerome (donde la conexión de la elevada línea de la Novena Avenida se converge). El 1 de agosto, los patrones de servicios fueron cambiados, y la línea de la Avenida Lexington se convirtió en una ruta de cruce. La línea de la Séptima Avenida y Broadway también cambió de las operaciones tipo shuttle, y la línea 42nd Street Shuttle fue creada a lo largo de la antigua conexión entre los lados. Debido a la forma del sistema, era denominado como el "Sistema H". También el 1 de agosto, la primera sección de la línea Pelham abrió hacia la Tercera Avenida–138va Calle.

## Lista de estaciones
| Leyenda de la estación de servicio                       | Leyenda de la estación de servicio                       |
| -------------------------------------------------------- | -------------------------------------------------------- |
| Hace paradas todo el tiempo                              | Paradas todo el tiempo                                   |
| Hace paradas todo el tiempo                              | Paradas todo el tiempo excepto a altas horas de la noche |
| Hace paradas sólo en la noche                            | Paradas sólo en la noche                                 |
| Hace paradas sólo los días de semana                     | Paradas en días de semana                                |
| Hace paradas todo el tiempo, excepto en horas pico       | Paradas todo el tiempo excepto horas pico                |
| Hace paradas sólo en horas pico                          | Paradas sólo en horas pico                               |
| Hace paradas en horas pico en direcciones congestionadas | Paradas horas pico o vías congestionadas                 |
| Detalles del periodo de tiempo                           |                                                          |

| Acceso para discapacitados                                                                   | Estación                                                                      | Vías                                                                          | Servicios                                                                     | Apertura                                                                      | Transferencias y notas |
| Empieza como convergencia con la línea de la Avenida Jerome y la línea Pelham                | Empieza como convergencia con la línea de la Avenida Jerome y la línea Pelham | Empieza como convergencia con la línea de la Avenida Jerome y la línea Pelham | Empieza como convergencia con la línea de la Avenida Jerome y la línea Pelham | Empieza como convergencia con la línea de la Avenida Jerome y la línea Pelham | Empieza como convergencia con la línea de la Avenida Jerome y la línea Pelham |
| -------------------------------------------------------------------------------------------- | ----------------------------------------------------------------------------- | ----------------------------------------------------------------------------- | ----------------------------------------------------------------------------- | ----------------------------------------------------------------------------- | --- |
| Acceso para discapacitados                                                                   | Calle 125                                                                     | ambas                                                                         | 4 5 6 <6>                                                                     | 17 de julio de 1918                                                           | Metro-North Railroad en Harlem–125a Calle |
|                                                                                              | Calle 116                                                                     | local                                                                         | 4 6 <6>                                                                       | 17 de julio de 1918                                                           | |
|                                                                                              | Calle 110                                                                     | local                                                                         | 4 6 <6>                                                                       | 17 de julio de 1918                                                           | |
|                                                                                              | Calle 103                                                                     | local                                                                         | 4 6 <6>                                                                       | 17 de julio de 1918                                                           | |
|                                                                                              | Calle 96                                                                      | local                                                                         | 4 6 <6>                                                                       | 17 de julio de 1918                                                           | |
|                                                                                              | Calle 86                                                                      | ambas                                                                         | 4 5 6 <6>                                                                     | 17 de julio de 1918                                                           | |
|                                                                                              | Calle 77                                                                      | local                                                                         | 4 6 <6>                                                                       | 17 de julio de 1918                                                           | |
|                                                                                              | Calle 68–Hunter College                                                       | local                                                                         | 4 6 <6>                                                                       | 17 de julio de 1918                                                           | |
|                                                                                              | Calle 59                                                                      | ambas                                                                         | 4 5 6 <6>                                                                     | 17 de julio de 1918 (1962, expresa)                                           | N Q R W de lunes a viernes (línea Broadway en la Avenida Lexington) · La MetroCard-sólo transfiere hacia F (IND 63rd Street Line en la Avenida Lexington–63ra Calle) · Roosevelt Island Tramway · Esta estación fue originalmente una estación local. El nivel inferior para los trenes expresos fue abierto en 1962. |
| Acceso para discapacitados                                                                   | Calle 51                                                                      | local                                                                         | 4 6 <6>                                                                       | 17 de julio de 1918                                                           | E M (línea Queens Boulevard en la Avenida Lexington–53ra Calle) |
| Acceso para discapacitados                                                                   | Calle 42–Grand Central                                                        | ambas                                                                         | 4 5 6 <6>                                                                     | 17 de julio de 1918                                                           | 7 <7> (línea Flushing) S (42nd Street Shuttle) Metro-North Railroad en la terminal Grand C |
| se converge con las vías locales con sentido sur de la IRT 42nd Street Shuttle               |                                                                               |                                                                               |                                                                               |                                                                               | |
|                                                                                              | Calle 33                                                                      | local                                                                         | 4 6 <6>                                                                       | 27 de octubre de 1904                                                         | |
|                                                                                              | Calle 28                                                                      | local                                                                         | 4 6 <6>                                                                       | 27 de octubre de 1904                                                         | |
|                                                                                              | Calle 23                                                                      | local                                                                         | 4 6 <6>                                                                       | 27 de octubre de 1904                                                         | |
|                                                                                              | Calle 18                                                                      |                                                                               |                                                                               | 27 de octubre de 1904                                                         | cerrada el 7 de noviembre de 1948 |
|                                                                                              | Calle 14–Union Square                                                         | ambas                                                                         | 4 5 6 <6>                                                                     | 27 de octubre de 1904                                                         | L (línea Canarsie) N Q R W (línea Broadway) originalmente 14.ª Calle |
|                                                                                              | Astor Place                                                                   | local                                                                         | 4 6 <6>                                                                       | 27 de octubre de 1904                                                         | |
|                                                                                              | Calle Bleecker                                                                | local                                                                         | 4 6 <6>                                                                       | 27 de octubre de 1904                                                         | B D F M (línea de la Sexta Avenida en Broadway–Calle Lafayette; transferencia solo desde la plataforma del downtown) |
|                                                                                              | Calle Spring                                                                  | local                                                                         | 4 6 <6>                                                                       | 27 de octubre de 1904                                                         | |
| Acceso para discapacitados                                                                   | Calle Canal                                                                   | local                                                                         | 4 6 <6>                                                                       | 27 de octubre de 1904                                                         | N Q R W (línea principal de Broadway) N Q (Puente de Manhattan) J Z (línea de la Calle Nassau) |
|                                                                                              | Calle Worth                                                                   |                                                                               |                                                                               | 27 de octubre de 1904                                                         | cerrada el 1 de septiembre de 1962 |
| Acceso para discapacitados                                                                   | Puente de Brooklyn–City Hall                                                  | ambas                                                                         | 4 5 6 <6>                                                                     | 27 de octubre de 1904                                                         | J Z (línea de la Calle Nassau) originalmente como el Puente de Brooklyn, después Puente de Brooklyn–Calle Worth |
|                                                                                              |                                                                               |                                                                               |                                                                               |                                                                               | |
| las vías locales se dividen; las vías locales doblan un poco en (6 <6>)                      |                                                                               |                                                                               |                                                                               |                                                                               | |
|                                                                                              | City Hall                                                                     |                                                                               |                                                                               | 27 de octubre de 1904                                                         | Cerrada el 31 de diciembre de 1945. Los trenes de la línea de la Avenida Lexington se paraban en la estación desde 1904 a 1945 excepto en la noche, cuando los trenes continuaban en South Ferry. |
|                                                                                              |                                                                               |                                                                               |                                                                               |                                                                               | |
| los trenes expresos continúan (4 5 )                                                         |                                                                               |                                                                               |                                                                               |                                                                               | |
|                                                                                              | Calle Fulton                                                                  | expresa                                                                       | 4 5                                                                           | 16 de enero de 1905                                                           | A C (línea de la Octava Avenida) J Z (línea de la Calle Nassau) 2 3 (línea de la Séptima Avenida y Broadway) |
|                                                                                              | Wall Street                                                                   | expresa                                                                       | 4 5                                                                           | 12 de junio de 1905                                                           | |
| Acceso para discapacitados                                                                   | Bowling Green                                                                 | expresa                                                                       | 4 5                                                                           | 10 de julio de 1905                                                           | |
| Línea Eastern Parkway se divide dentro de Brooklyn vía el túnel de la Calle Joralemon (4 5 ) |                                                                               |                                                                               |                                                                               |                                                                               | |
|                                                                                              |                                                                               |                                                                               |                                                                               |                                                                               | |
| los trenes expresos giran en (5 )                                                            |                                                                               |                                                                               |                                                                               |                                                                               | |
|                                                                                              | South Ferry                                                                   |                                                                               | 5                                                                             | 10 de julio de 1905                                                           | Plataforma interior cerrada el 12 de febrero de 1977; actualmente usada para los trenes expresos que no hacen paradas. Los trenes de la línea de la Avenida Lexington usaron la plataforma exterior desde el 10 de julio de 1905 hasta el 1 de julio de 1918 y desde 1950 hasta el 12 de febrero de 1977.             |